# International Journal of Legal Medicine
Das International Journal of Legal Medicine (Abkürzung Int J Legal Med, Int. J. Legal Med. bzw. IJML) ist eine Fachzeitschrift für Rechtsmedizin, die bei Springer Science+Business Media erscheint. Die Beiträge durchlaufen ein Peer-Review-Verfahren.
Der Impact Factor der Zeitschrift lag im Jahr 2019 bei 2,222.
Die Zeitschrift wurde 1922 unter dem Namen Deutsche Zeitschrift für die gesamte gerichtliche Medizin gegründet und – mit Unterbrechung zwischen 1944 und 1948 – bis 1969 unter diesem Titel herausgegeben. Von 1970 bis 1989 erschien die Fachzeitschrift unter dem Namen Zeitschrift für Rechtsmedizin (Journal of legal medicine). Bis 1968 war sie das Organ der Deutschen Gesellschaft für Gerichtliche und Soziale Medizin, ab 1969 der Deutschen Gesellschaft für Rechtsmedizin (DGRM). Seit 1990 erscheint die Zeitschrift in englischer Sprache, seit 1999 ist sie Organ der International Academy of Legal Medicine (IALM).